# Jiří Voskovec
Jiří Voskovec, rozený Jiří Wachsmann a po roce 1948 vystupující jako George Voskovec (19. června 1905 Sázava – 1. července 1981 Pearblossom, USA), byl český herec, spisovatel, dramatik a textař proslavený meziválečnou spoluprací s Janem Werichem a Jaroslavem Ježkem v Osvobozeném divadle. Po únorovém převratu emigroval do USA, kde strávil zbytek života a pokračoval v úspěšné herecké kariéře. 

## Život

### Mládí
Narodil se jako třetí a nejmladší dítě Viléma Wachsmanna (nar. 5. ledna 1864 ve Svojšicích) a Jiřiny rozené Pinkasové (nar. 5. března 1867 v Vaux de Cernay, department Seine-et-Oise).
Otec byl nadaný hudebník, kapelník carských vojenských hudeb v armádě Kongresového Polska, tj. území Polska pod vládou Ruska. 12. listopadu 1893 se zde oddal s Jiřinou a pár tu měl Voskovcovy starší sourozence Prokopa (nar. 1893) a Olgu (1895), kteří vyrůstali v Rusku. Vilém Wachsmann vstoupil během 1. sv. války v Rusku do čs. legií a po návratu do Čech požádal o počeštění svého jména na Voskovec. Zemská politická správa v Praze mu 19. února 1921 vyhověla.
Jiří studoval na reálném gymnáziu v Křemencově ulici v Praze, kde byl jeho spolužákem Jan Werich. Poté získal stipendium na Carnotově lyceu ve francouzském Dijonu, kde pak studoval v letech 1921–1924. Během studia navštěvoval v Paříži divadla a cirkusy, kupř. trojici klaunů rodiny Fratellini z cirkusu Medrano a také avantgardní divadlo Vieux-colombier v Paříži, které vedl herec Jacques Copeau. V roce 1921 napsal článek o futurismu do studentského časopisu. Byl to první článek na toto téma v Československu. Umělecká beseda v roce 1922 otiskla ve svém 2. sborníku Život jeho moderní báseň „Mal du Pays“.
V roce 1936 se v Praze na Staroměstské radnici oženil s Francouzkou Marii Madeleine Chambrovou roz. Mainovou (1900–1990).

### Spolupráce s Janem Werichem

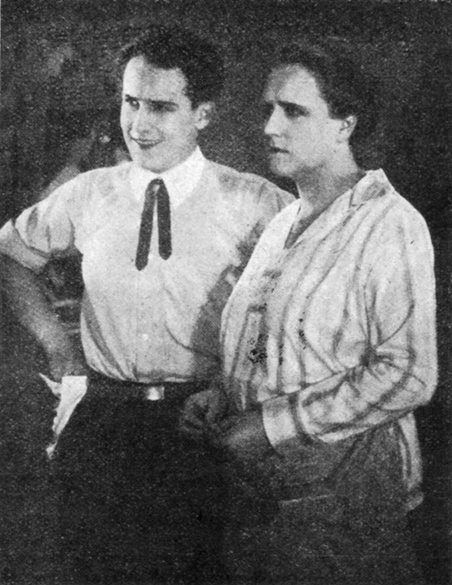
Jiří Voskovec (pod pseudonymem Petr Dolan) jako Ríša a Božena Svobodová jako bytná ve filmu Pohádka máje režiséra Karla Antona z roku 1926

V roce 1926 spolu s Janem Werichem vstoupili do avantgardního Osvobozeného divadla, kde pomocí humoru reagovali na tehdejší politické a sociální problémy. Jejich spolupráce vyústila do hry Vest pocket revue podle Werichovy povídky. Spolupráce dua V+W vznikla v magazínu Přerod, který vedl Hubert Ripka.
Protože jejich vystoupení byla otevřeně protifašistická, museli v roce 1938 divadlo zavřít a na začátku roku 1939 oba emigrovali do USA (Pensylvánie). 
Vrátil se do Československa až rok po Werichovi, v roce 1946. Až do druhé poloviny 40. let pracoval a psal a hrál hlavně s Janem Werichem. Spolu s ním podepsal v roce 1948 prokomunistickou výzvu Kupředu, zpátky ni krok! Po dvou letech, kdy se marně snažili s Janem Werichem obnovit Osvobozené divadlo, emigroval podruhé a definitivně. Žil krátce ve Francii.
Sepětí Voskovce a Wericha zvěčnil neobvyklým způsobem astronom Luboš Kohoutek pojmenováním planetky 2418 Voskovec-Werich.

### Druhá emigrace
Voskovec ještě roku 1948 emigroval z komunistického Československa do Francie a odsud se v roce 1950 rozhodl vrátit do USA. Zde byl však v atmosféře mccarthismu po 11 měsíců internován na Ellis Islandu pro podezření, že je sympatizantem komunismu. Tehdy mu přitížilo, jak byly interpretovány jeho filmy ze 30. let, o nichž si někteří mysleli, že propagují komunismus, např. Hej rup!. V téže době byl už Jan Werich ředitelem pražského Divadla ABC.

Po své druhé emigraci se Voskovec s Werichem osobně ještě několikrát setkal. Po osmiletém odmlčení si dopisovali až do Werichova úmrtí.

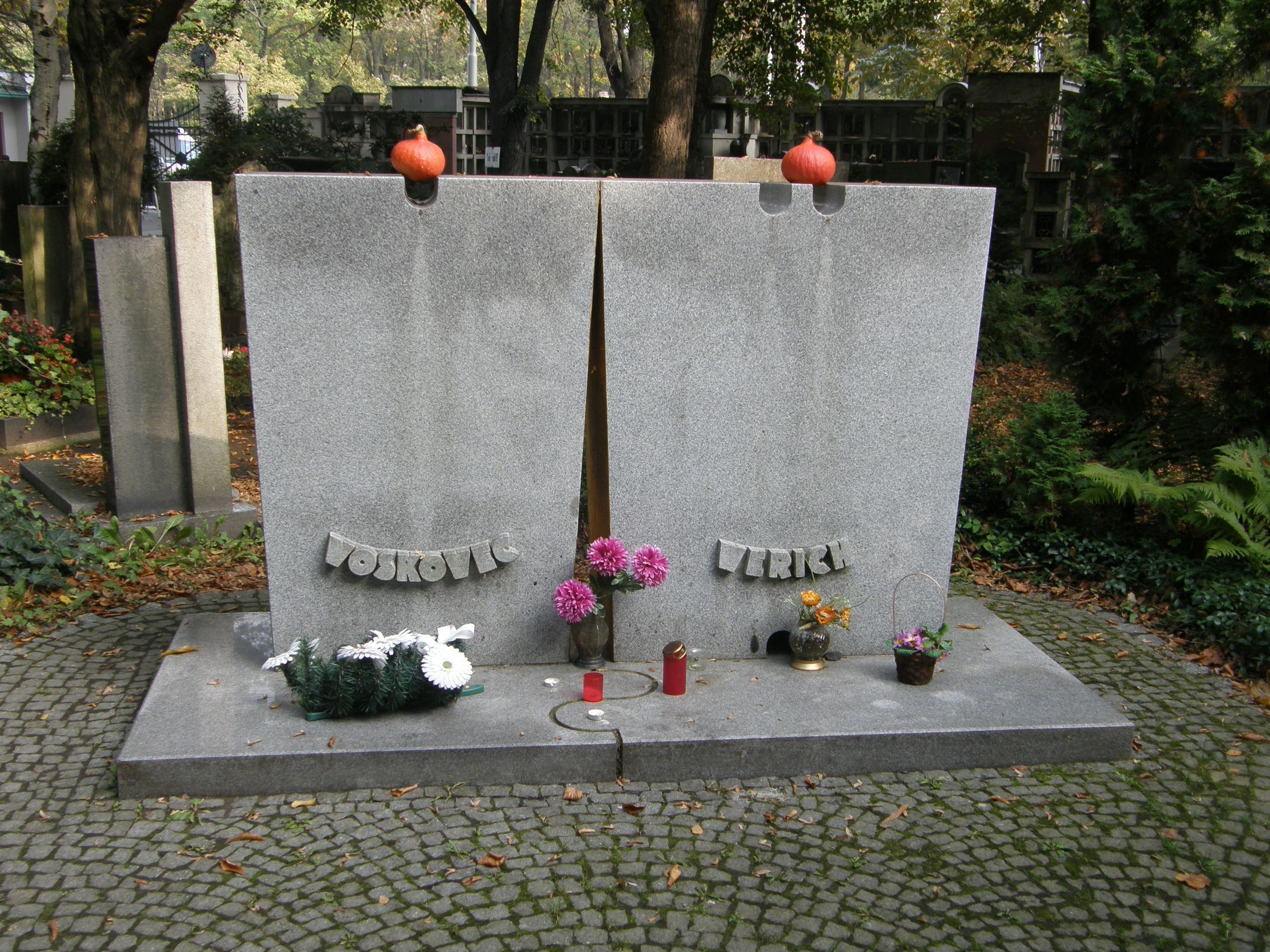
Náhrobek na Olšanských hřbitovech v Praze

Ačkoli žil ve třech zemích, stále tvrdil, že se narodil a byl vychován jako Čech. Vzhledem k jeho původnímu jménu Jiří Wachsmann ho fašistický bulvár ve 30. letech označoval za Žida, při povinném prokazování rasového původu za protektorátu se však žádný Žid mezi jeho předky nenašel. V roce 1955 se stal občanem USA. To už ale v Americe byl známý pod jménem George Voskovec (jeho příjmení bylo vyslovováno jako Voskovek). Žil v New Yorku a hrál zde v mnoha představeních, i na Broadwayi. Ztvárnil např. roli prvního herce v Hamletovi nebo dokonce třikrát Alberta Einsteina. Hrál také v mnoha filmech, mezi nejslavnější patří jeho role jednoho z porotců v oscarovém filmu Dvanáct rozhněvaných mužů. 
Poslední rok svého života strávil v Kalifornii, kde prodělal protirakovinovou léčbu. Zemřel 1. července 1981 na infarkt.

## Rodina
Jeho otec byl příbuzný několika malířů. Bratr byl prof. Bedřich Wachsmann ml. (1871–1944), strýc byl Bedřich Wachsmann str. (1820–1897), bratranec byl Julius Wachsmann (1866–1936). Jeden z jeho synovců byl architekt Alois Wachsmann (1898–1942). Básník a dramatik Prokop Voskovec mladší byl synem Jiřího staršího bratra Prokopa Voskovce.
Matčin bratr byl politik Ladislav Pinkas z Národní strany svobodomyslné („mladočeši“). Oba byli děti českého malíře Soběslava Pinkasa a jeho francouzské manželky Adrieny Denoncinové z Ludes v department Marne. Soběslavova babička z matčiny strany byla Františka Schaurothová, rozená Dačická z Heslova. Toto byl český šlechtický rod, jehož nejznámějším představitelem byl renesanční spisovatel Mikuláš Dačický, měšťan z Kutné Hory.

### Malíř Josef Šíma a rodina Wachsmannů
Malíř Josef Šíma byl přítelem rodičů Jiřího Voskovce a navštěvoval rodinu Wachsmannů na Sázavě. Portrét Jiřího Voskovce jako chlapce patří k Šímovým raným dílům. (Portrét byl vystaven na výstavě Josefa Šímy v Praze 2019.) Další portrét – Šímovu kresbu Jiřího Voskovce vlastní Moravská galerie.

## Citát
| „                  | Vzpomínám také na Jiřího Voskovce. Tento mladý a pěkný muž zahrál si Ríšu – jistě jen pro honorář – v sladkém filmu Pohádka máje a musil pak Devětsil opustit. Tak to bylo v Devětsilu přísné. Neměl jsem však tenkrát dojem, že by z toho Voskovec byl příliš nešťasten. | “ |
| — Jaroslav Seifert | |   |

## Seznam písňové tvorby (výběr)
- Civilizace (Jan Werich a Jaroslav Ježek/Jan Werich a Jiří Voskovec) – Pozn. dříve pod názvem Civilisace
- David a Goliáš (Jaroslav Ježek/Jan Werich a Jiří Voskovec)
- Divotvorný hrnec (Burt Lane/Jiří Voskovec a Jan Werich)
- Ezop a brabenec (Jaroslav Ježek/Jan Werich a Jiří Voskovec)
- Klobouk ve křoví (Jaroslav Ježek/Jan Werich a Jiří Voskovec)
- Babička Mary (Jaroslav Ježek/Jan Werich a Jiří Voskovec)
- Nebe na zemi (Jaroslav Ježek/Jan Werich a Jiří Voskovec)
- Nikdy nic nikdo nemá (Jaroslav Ježek/Jan Werich a Jiří Voskovec)
- O Španělsku si zpívám (Jaroslav Ježek/Jiří Voskovec a Jan Werich)
- Potopa (Jaroslav Ježek/Jan Werich a Jiří Voskovec)
- Prodám srdce (Jaroslav Ježek/Jiří Voskovec a Jan Werich)
- Půl párku (One Meatball) (Lou Singer/Jan Werich a Jiří Voskovec)
- Stonožka (Jaroslav Ježek/Jan Werich a Jiří Voskovec)
- Strojvůdce Příhoda (The Ballad of Casey Jones) (Eddie Newton/Jan Werich a Jiří Voskovec)
- Svět patří nám (Jaroslav Ježek/Jan Werich a Jiří Voskovec)
- Svítá (Jaroslav Ježek/Jan Werich a Jiří Voskovec)
- Tmavomodrý svět (Jaroslav Ježek/Jan Werich a Jiří Voskovec)
- Tři strážníci (Jaroslav Ježek/Jan Werich a Jiří Voskovec)
- Zeměkoule (Thanks for the Buggy Ride) (Jules Buffano/Jan Werich a Jiří Voskovec)
- Život je jen náhoda (Jaroslav Ježek/Jan Werich a Jiří Voskovec)
- Strašlivá píseň o Golemovi (Jaroslav Ježek/Jan Werich a Jiří Voskovec)
- Osel a stín – 1933, lidé se hádají o nesmyslné věci. Antická historka – spor o poplatek za odpočinek ve stínu osla.